# Jean Paul Pineda
Pour les articles homonymes, voir Pineda.
Jean Paul Pineda, né le 24 février 1989 à Santiago (Chili), est un footballeur international chilien, qui joue au poste d'attaquant.

## Carrière

### En sélection
Il joue son seul et unique match en équipe du Chili le 16 mai 2007, en amical contre Cuba (victoire 2-0).